# (1255) Schilowa
(1255) Schilowa es un asteroide perteneciente al cinturón de asteroides descubierto el 8 de julio de 1932 por Grigori Nikoláievich Neúimin desde el observatorio de Simeiz en Crimea.
Está nombrado en honor de Mariya Vasilievna Schilova (1870-1934), astrónoma del observatorio de Púlkovo.